# Johann Bernoulli I.
Johann Bernoulli I. (tudi Ivan, John ali Jean), švicarski matematik, * 27. julij 1667, Basel, Švica, † 1. januar 1748, Basel.

## Življenje in delo
Johann je bil mlajši Jakobov brat in oče Daniela, Nicholasa II. in Johanna II. Poučeval je tedaj mladega Eulerja, ki je kmalu postal zelo slaven matematik. 
Bernoulli je najprej na Univerzi v Baslu študiral medicino. Njegov oče je želel, da bi se izučil za podjetnika, da bi prevzel družinsko trgovanje z dišavami. Podjetništva ni maral in je prepričal očeta, da je lahko študiral medicino. Tudi medicine ni maral in je skupaj z bratom začel študirati matematiko. Bil je znan po ljubosumnosti. Zaradi ljubosumnosti do sina Daniela je vzel vse zamisli iz sinove knjige Hidrodinamika in jih uvrstil v svojo knjigo.
Najel ga je l'Hôpital da ga je učil matematike. Bernoulli in l'Hôpital sta podpisala dogovor, po katerem je lahko l'Hôpital koristil Bernoullijeva odkritja po mili volji. L'Hôpital je leta 1696 izdal prvo knjigo iz analize, kjer je večino odkril in razdelal že Bernoulli, kamor spada tudi reševanje limit funkcije nedoločenih izrazov kot sta 0/0 in {\displaystyle \infty /\infty }, in kar je danes znano kot l'Hôpitalovo pravilo.
Leta 1691 je Bernoulli študiral eksponentno funkcijo in uvedel študij trigonometričnih funkcij v analizo. Brata sta v neprestanih sporih in matematičnih dvobojih postavljala začetke novega poglavja matematike, variacijskega računa. Že Galilei je ugotovil, da potrebuje drobno telo za pot iz točke v nižjo točko v navpični ravnini krajši čas, če se giblje po krožnici kot po premici. Mislil je, da je glede tega krožnica sploh najugodnejša krivulja. S svojo zmoto je usmeril pozornost k najugodnejši krivulji, ki so jo poimenovali brahistokrona (brahistohrona), to je krivulja z značilnostjo, da pade po njej telo iz prve točke v drugo nižjo točko v najkrajšem času. Med letoma 1696 in 1697 so o njej razpravljali Leibniz in brata Bernoulli. Bernoulli je prispeval k rešitvi naloge za ta primer in velja za začetnika variacijskega računa. Splošno nalogo za brahistokrono je rešil leta 1774 Euler. Cikloida je na primer tudi tavtokrona krivulja, to je krivulja, po kateri niha masna točka ali kroglica z nihajnim časom, ki ni odvisen od amplitude njenega nihanja, katero je leta 1673 raziskal Huygens.
Leta 1697 je odkril enakosti, ki se včasih imenujeta sanje nezrelega.